# Demangan (Sambi)
Demangan is een bestuurslaag in het regentschap Boyolali van de provincie Midden-Java, Indonesië. Demangan telt 2652 inwoners (volkstelling 2010).